# Наумов-Калік Нахман Мойсейович
Наумов-Калік Нахман Мойсейович — український сценарист, режисер.
Народився 1 березня 1892 року Був працівником Наркомвоєну.
Автор сценаріїв, постановник і виконавець кінодекламацій: «На подвиг ратный, за Русь святую» (1914), «Серые герои» (1915), «В кровавом яростном бою» (1916, реж. Павло Скуратов), «Революционная русская армия» (1917); автор сценаріїв агітфільмів: «У царстві ката Денікіна» (1919, реж. Аксель Лундін), «Це буде останній і вирішальний бій!» (1919, реж. Михайло Бонч-Томашевський).